# Museo de la Marina

El Museo de la Marina - Museo Municipal de Vilassar de Mar es un museo que está ubicado en una masía modernista de Vilassar de Mar (Maresme) construida en 1902 por el arquitecto Eduard Ferrés i Puig y conocida como la Sénia del Reloj. Es una de las dos secciones del Museo Municipal de Vilassar de Mar, junto con el Museo Monjo. Actualmente se encuentra cerrado temporalmente por trabajos de acondicionamiento y trabajos internos, sin que haya ninguna fecha de reapertura establecida.

## Colecciones
Las colecciones de marina del museo explican los orígenes y buena parte de la historia de Vilassar de Mar, población segregada de Vilassar de Dalt en 1784. El primer ámbito del museo muestra las diferentes artes de pesca propias de la zona: las asas, el sardinal o el palangre . Una cesta para el pez o agujas de zurcir la red, hablan del papel de las mujeres en la actividad pesquera. Modelos náuticos e interesantes fotografías de pescadores a principios del siglo XX completan el tema. La planta del museo acoge la colección de herramientas de las antiguas maestrías de Vilassar de Mar: se pueden ver asas, planos de formas, ribots, herramientas de calafate u otros objetos relacionados con la construcción de barcos. Gran parte del museo explica la navegación transatlántica y la relación de cultura y comercio con América. Podemos observar instrumentos náuticos para la navegación: el sextante, el cronómetro, el compás o el larguistas, utilizados hace más de cien años por pilotos y capitanes.

Banderas náuticas, sirenas, pistolas de señales o luces de posición explican los códigos de señales en el mar, junto con documentos y mobiliario náutico. Cabe destacar la Galería de Capitanes de la marina velera y de vapor, de Vilassar de Mar.
El museo cuenta con un extenso fondo cartográfico, del que se pueden ver expuestas algunas cartas de la primera mitad del XIX, con las rutas hacia Antillas o Nueva Orleans. Vilassar de Mar fue una de las pocas poblaciones que contó con la Escuela Náutica. Joan Monjo i Pons fue, además del fundador de la Escuela Náutica, colaborador de Narcís Monturiol y autor de la primera Arquitectura Naval del Estado.
Otra pieza clave de la exposición se completa con arcones de marinero, armas de abordaje, modelos, escudos, medallas y artesanía marinera. En el jardín se encuentra la barca Marina, la cual fue una donación de pescadores de Vilassar de Mar.